# Pantalla de Cristal Film Festival
Il Pantalla de Cristal Film Festival è un festival cinematografico internazionale e competitivo che si svolge ogni anno a Città del Messico nel mese di settembre. Durante i sette giorni di rassegna sono presentati oltre duecento produzioni messicane.
Il Festival è stato istituito nel 1999 da José Antonio Fernández, fondatore della rivista di cinema messicana Pantalla. Nella sua più recente configurazione, i premi prevedono otto categorie di assegnazione: lungometraggi, documentari, cortometraggi, videoclip, spot pubblicitari, reportage giornalistici, video aziendali, serie o miniserie televisive.